# Félix de Azara
Félix de Azara (Barbuñales, provincia de Huesca, España, 18 de mayo de 1742 - Barbuñales, provincia de Huesca, España, 20 de octubre de 1821) fue un militar, ingeniero, explorador, cartógrafo, antropólogo y naturalista español de destacada carrera tanto en España como en América del Sur, fundamentalmente en Argentina, Paraguay y Brasil. Era hermano de Eustaquio de Azara, obispo de Barcelona, y del diplomático José Nicolás de Azara.

## Datos biográficos
Su nombre completo era Félix Francisco José Pedro de Azara y Perera, y era hijo de Alejandro de Azara y Loscertales, señor de Lizana, y de María de Perera.
Realizó sus estudios en la Universidad de Huesca y luego en la Real Academia Militar de Matemáticas y Fortificación de Barcelona de donde salió como cadete en 1764. Sirvió en el Regimiento de Infantería de Galicia y obtuvo el grado de Lugarteniente en 1775. Fue herido en la expedición contra Argel y sobrevivió de milagro.
España y Portugal, por el Tratado de San Ildefonso de 1777, fijaban las fronteras de sus posesiones en América del Sur. Se eligió a Azara para formar parte de los comisarios encargados de delimitar con precisión las fronteras españolas. Parte hacia Sudamérica en 1781 para una misión de algunos meses y se quedará durante 20 años.
Según sus propias palabras, inicialmente se dirigió a Asunción (la capital actual de Paraguay) para realizar los preparativos necesarios y esperar al comisario portugués. Dada la tardanza del comisario portugués, Azara decidió emprender un viaje por su cuenta y realizar un mapa de la región.
Durante sus viajes, mostró interés en los animales de las zonas que visitaba. Así, a pesar de saberse ignorante sobre el tema y creer que antes que él ya lo habrían hecho los viajeros y naturalistas de América, decidió apuntar sus observaciones y esperar a acabar sus otras obligaciones para publicar los materiales. Así, desprovisto de conocimientos científicos, se dedica al estudio de los mamíferos y las aves que encuentra. La única bibliografía de la que dispone es una traducción al español de las obras de Georges-Louis Leclerc de Buffon.

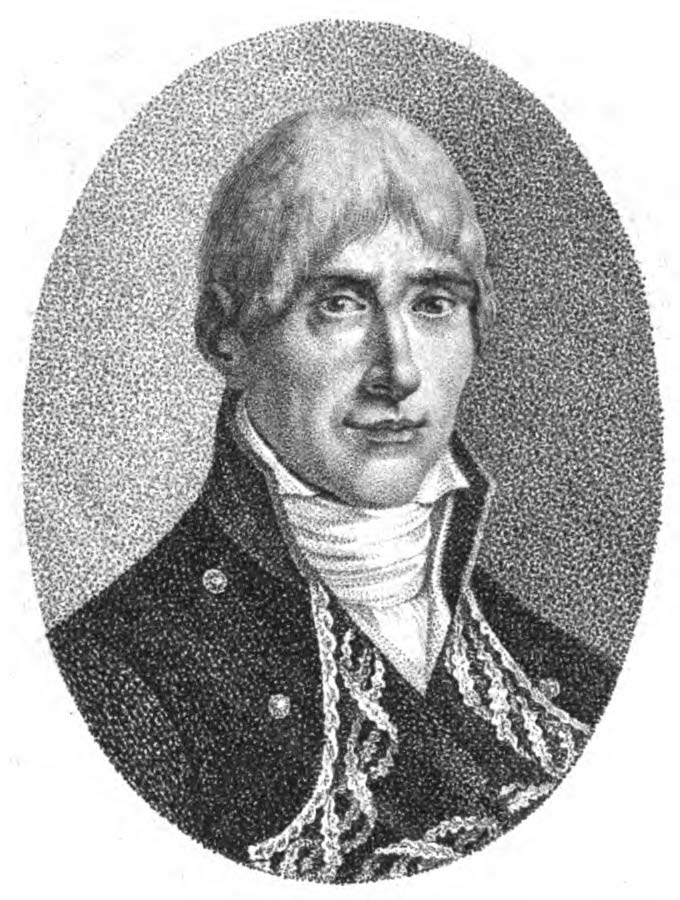
Félix de Azara, en un grabado de Conrad Westermayr, 1809.

Azara estaba convencido de que los animales descritos por Buffon eran los mismos que él observó en América. A partir de ese momento, en cuanto descubrió diferencias, lo que ocurre a menudo, comenzó a criticar rigurosamente al naturalista parisino y más aún a Charles Nicolas Sigisbert Sonnini de Manoncourt, quien dio a Buffon los datos sobre los pájaros de la Guayana. Su falta de formación como naturalista le llevó a cometer algunos errores de juicio. Así, confundió las bataras de Paraguay (pertenecientes al género Myrmothera Vieillot, 1816) que él observa con los hormigueros de la Guayana descritos por Sonnini (pertenecientes al género Thamnophilus Vieillot, 1816.).

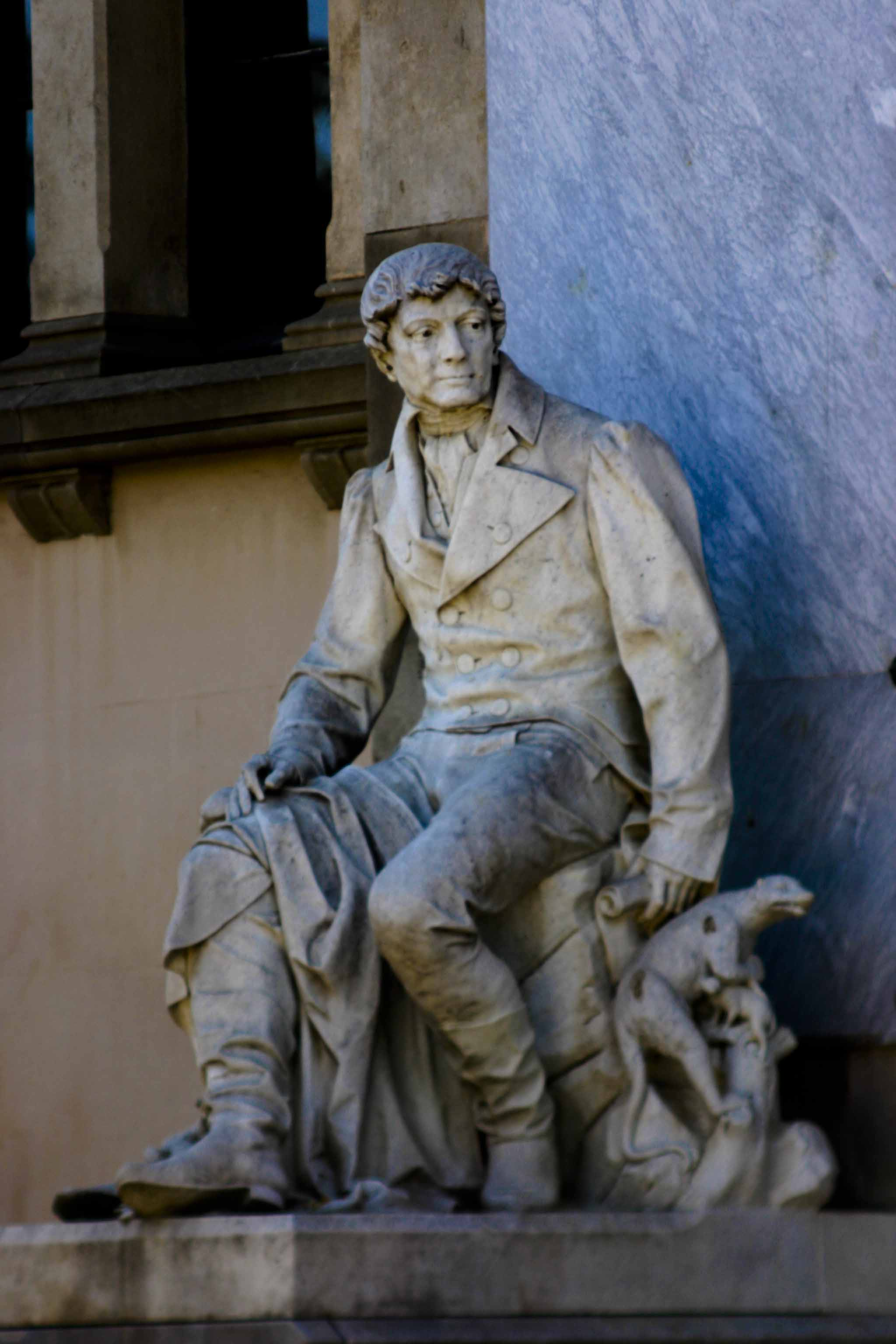
Félix de Azara, en escultura de Eduard Alentorn (1884) en el Museo Martorell de Barcelona.

Azara describió 448 especies, de las cuales la mitad eran nuevas.
Finalmente, fue llamado de vuelta a España en 1801 al cabo de 20 años de privaciones, sufrimientos y después de haber sobrevivido a diversos peligros, desde ataques de indígenas hasta serpientes venenosas. Alcanzó el grado de brigadier de la Real Armada, equivalente hoy a contralmirante. Francisco de Goya lo pintó con el correspondiente galón plateado en la bocamanga, en 1805.[cita requerida]
No aportó animales disecados, sino únicamente sus manuscritos sobre los mamíferos y reptiles del Paraguay y del Río de la Plata (Essais sur l’histoire naturelle des Quadrupèdes, París, 1801, y la versión española: Apuntamientos sobre la historia natural de los quadrúpedos del Paraguay y Río de la Plata, Madrid, 1802), los Apuntamientos para la historia natural de las Paxaros del Paraguay y Rio de la Plata (tres volúmenes, Madrid, 1802-1805). Haciendo prueba de gran generosidad, el mismo Sonnini tradujo la obra al francés en 1809 bajo el título Voyages dans l’Amérique méridionale, par don Félix de Azara (cuatro volúmenes, de los cuales el tres y el cuatro corresponden a los "Páxaros del Paraguay", y atlas, París).
Gustav Hartlaub (1814-1900) editó en 1837 un índice de las especies de aves descritas por Azara. Varias especies le fueron dedicadas: el pájaro Synallaxis azarae por Alcide Dessalines d'Orbigny (1806-1876) en 1835 y los roedores Dasyprocta azarae por Martin Lichtenstein (1780-1857) en 1823, Akodon azarae Johann Fischer von Waldheim (1771-1853) en 1829 y Ctenomys azarae por Michael Rogers Oldfield Thomas (1858-1929) en 1903. También la "comadreja overa", una zarigüeya americana, recibió el nombre Didelphis azarae por Hershkovitz en 1969, pero se la conoce más por Didelphis albiventris.
También se le ha dedicado una cresta en la Luna, la Dorsum Azara en el 26.º 42' N y 19.º 12' O de unos 105 km de longitud. La ciudad de Azara en la provincia de Misiones fue nominada en su memoria por su trabajo en la región. En la Ciudad de Posadas (también en la provincia de Misiones) la primera y centenaria Escuela N.º 1 lleva su nombre junto a una calle en el casco histórico de la ciudad.
Colaboró con José Artigas en el establecimiento de pueblos en las fronteras entre la Banda Oriental (actual Uruguay) y el Imperio del Brasil, cuya fundación más importante fue el pueblo de Batoví. Rechazó en 1815 la Orden de Isabel la Católica en protesta por los ideales absolutistas que reinaban en España.
Su principal biógrafo fue el doctor Julio Rafael Contreras Roqué (1933-2017), destacado científico argentino que publicó varios volúmenes que pueden descargarse gratuitamente (Tomo I, Tomo II y Tomo III). Curiosamente, falleció, de una pulmonía, en uno de los aniversarios del natalicio del sabio aragonés.

## Legado
La abreviatura "Azara" se emplea para indicar a Félix de Azara como autoridad en la descripción y clasificación taxonómica de los vegetales. Se usa el nombre de Félix de Azara como referencia debido a que fue el autor de la publicación del libro Viajes por la América Meridional en 1809, aunque los capítulos del libro referentes a las plantas fueron escritos por el naturalista checo Taddeus Peregrinus Haenke.
Por sus contribuciones a la historia natural, Azara fue alabado por el mismo Charles Darwin, quien lo cita infinidad de veces en sus trabajos, en especial El viaje del Beagle y El origen del hombre. Varios historiadores han investigado la figura del militar y coinciden en la creencia de que Darwin viajaba con un ejemplar de Viajes por la América Meridional que el oscense había publicado a principios del siglo XIX a su regreso de América, tras dos décadas de observación. De hecho, el propio Félix de Azara se planteó la posibilidad de la evolución de las especies antes que Darwin, aunque no generalizara sus conclusiones.
La Diputación Provincial de Huesca otorga anualmente el Premio Félix de Azara, que consiste en un galardón, premios y becas a personas u organizaciones como reconocimiento a la conservación del espacio natural y del medio ambiente.

## Obra
- Apuntamientos para la Historia Natural de los Cuadrúpedos del Paraguay y Río de la Plata (1805)
- Viajes por la América meridional (1809)
- Diario de un reconocimiento de la guardia y fortines (1821)
- Correspondencia oficial e inédita sobre la demarcación de límites entre el Paraguay y el Brasil (1836)
- Informes de D. Félix de Azara, sobre varios proyectos de colonizar el Chaco (1836)
- Memorias sobre el estado rural del Río de la Plata en 1801 (1847)
- Descripción e historia del Paraguay y del Rio de la Plata (1943)